# Christiane Fürst
Christiane Fürst (Dresda, 29 marzo 1985) è un'ex pallavolista e dirigente sportiva tedesca di ruolo centrale.

## Carriera

### Club
Cresciuta nel settore giovanile del Dresdner, squadra della propria città, dove viene avviata all'attività pallavolistica nel 1995, Christiane Fürst comincia la sua carriera da professionista esordendo in prima squadra nel massimo campionato tedesco nella stagione 2002-03, all'età di 17 anni: resta legata al club per un quinquennio conquistando il campionato 2006-07 e due Coppe di Germania.
Nel 2007 si trasferisce in Italia nel Robursport Pesaro, in serie A1 con la quale si aggiudica la Coppa CEV e vince lo scudetto. La stagione successiva è ancora al club marchigiano ed ottiene nuovamente la vittoria dello scudetto a cui si aggiunge anche quella della Supercoppa italiana e della Coppa Italia.
Nella stagione 2009-10 viene ingaggiata dal Bergamo, squadra con la quale si aggiudica la massima competizione europea per club ossia la Champions League. Nella stagione successiva passa al Fenerbahçe, nel massimo campionato turco, con il quale si laurea campione del mondo e ottiene la vittoria dello scudetto.
Nella stagione 2011-12 viene ingaggiata dal VakıfBank, con cui nel campionato successivo disputa la stagione perfetta vincendo la Coppa di Turchia, la Champions League e lo scudetto. Nell'annata 2013-14 vince la Supercoppa turca, la Coppa del Mondo per club e nuovamente la coppa nazionale e il campionato. La stagione successiva viene ingaggiata dall'Eczacıbaşı, con cui vince la sua terza Champions League e la sua terza Coppa del Mondo per club.
Nel campionato 2016-17 approda in Giappone, difendendo i colori delle Denso Airybees, in V.Challenge League I, campionato cadetto nipponico, con cui ottiene la promozione in V.Premier League e si aggiudica il Torneo Kurowashiki 2017; dopo un'ultima annata in massima serie nel club con sede a Nishio, si ritira dall'attività agonistica.

### Nazionale
Nel 2003 fa il suo esordio in nazionale ottenendo la medaglia di bronzo al campionato europeo. Nel 2009 vince la medaglia di bronzo al World Grand Prix e nello stesso anno raggiunge il quarto posto al campionato europeo dove viene premiata per il miglior muro, mentre due anni più tardi vince l'argento al campionato europeo 2011, ripetendosi nell'edizione del 2013 quando conquista anche la medaglia d'oro all'European League 2013.
Nel 2014, dopo 342 partite, annuncia il ritiro dalla Nationalmannschaft.

## Dirigente sportiva
A partire dal 1º novembre 2019 diventa amministratrice delegata dell'Olympia Dresden, formazione federale che costituisce il settore giovanile del Dresdner.

## Palmarès

### Club
- Campionato tedesco: 1

2006-07
- Campionato italiano: 2

2007-08, 2008-09
- Campionato turco: 3

2010-11, 2012-13, 2013-14
- Coppa di Germania: 2

1998-99, 2001-02
- Coppa Italia: 1

2008-09
- Coppa di Turchia: 2

2012-13, 2013-14
- Supercoppa italiana: 1

2008
- Supercoppa turca: 2

2010, 2013
- Torneo Kurowashiki: 1

2017
- Campionato mondiale per club: 3

2010, 2013, 2015
- CEV Champions League: 3

2009-10, 2012-13, 2014-15
- Coppa CEV: 1

2007-08

### Nazionale (competizioni minori)
- European League 2013
- Montreux Volley Masters 2014

### Premi individuali
- 2006 - Campionato mondiale: Miglior muro
- 2008 - Coppa CEV: Miglior attaccante
- 2009 - Campionato europeo: Miglior muro
- 2009 - Campionato europeo: Miglior muro
- 2010 - Coppa Italia: Miglior muro
- 2010 - Campionato mondiale: Miglior muro
- 2011 - Montreux Volley Masters: Miglior realizzatrice
- 2011 - Montreux Volley Masters: Miglior muro
- 2011 - Campionato europeo: Miglior muro
- 2011 - Coppa del Mondo: Miglior muro
- 2013 - Campionato europeo: Miglior muro
- 2013 - Coppa del Mondo per club: Miglior centrale
- 2015 - CEV Champions League: Premio Fair Play
- 2017 - V.Challenge League I: MVP
- 2017 - Torneo Kurowashiki: Sestetto ideale